# Ghana en los Juegos Olímpicos de Los Ángeles 1984
Ghana estuvo representada en los Juegos Olímpicos de Los Ángeles 1984 por un total de 21 deportistas que compitieron en 2 deportes.  
El portador de la bandera en la ceremonia de apertura fue el atleta Makarios Djan. El equipo olímpico ghanés no obtuvo ninguna medalla en estos Juegos.